# Bachtjisarajskij fontan
Bachtjisarajskij fontan (ryska: Бахчисарайский фонтан) är en rysk drama-stumfilm från 1909, regisserad av Jakov Protazanov.
Filmen är baserad på Aleksandr Pusjkins dikt Springbrunnen i Bachtjisaraj och var Jakov Protazanovs regidebut.

## Rollista
- Vladimir Sjaternikov – khanen Girel
- Maria Koroljova – Zarema
- Jelizaveta Uvarova – Maria
- Aleksej Muravin – vizir [3]